# Daniel Diebolt

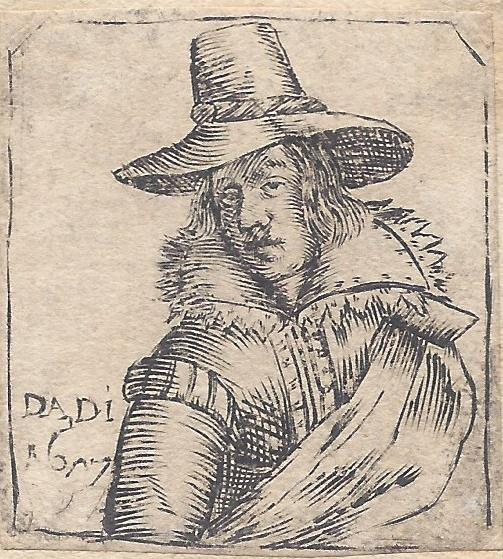
Selbstporträt 1653, vergrösserte Darstellung

Daniel Diebolt (* 1628 in Zürich; † 1663 in Amsterdam) war ein Schweizer Kupferstecher und Glasmaler, dessen hinterlassenes Werk lediglich einen einzigen Kupferstich in Briefmarkengrösse umfasst.

## Leben und Rezeption
Als einziges gesichertes Werk von Daniel Diebolt hat sich in der Zentralbibliothek Zürich ein 1653 datierter kleiner Miniaturkupferstich mit einem Selbstporträt erhalten. Ein handschriftlicher Vermerk auf dem Trägerpapier gibt an, der Künstler sei 1628 in Zürich geboren und 1663 in Amsterdam verstorben. Grund genug für das Schweizerische Künstler-Lexikons, Diebolt in das schweizerische Künstlerverzeichnis aufzunehmen.
Pestalozzi nahm eine Ausbildung Diebolts bei dem Zürcher Kupferstecher Dietrich Meyer an, blieb aber Belege schuldig. Ferner schrieb Pestalozzi ein Kupferstichporträt des Glasmalers und Grossen Rates der Stadt Zürich Caspar Diebolt von 1658 dem Künstler zu und vermutete in ihm einen Sohn des dargestellten. Für diese Vermutung sprechen weitere Indizien, wie ein weiterer Abzug des Selbstporträts mit dem Hinweis, es handele sich um einen Zürcher Glasmaler. Hermann Meyer berichtete in seiner kulturgeschichtlichen Darstellung über die schweizerische Sitte der Fenster- und Wappenschenkung vom XV. bis XVII. Jahrhundert, es seien ihm Scheibenrissentwürfe eines Daniel Diebolt mitgeteilt worden. Da ihm ein Glasmaler dieses Namens nicht bekannt sei, gehe er von einer Fehlinterpretation der Angabe Diebolt del(ineavit) aus. Daniel Diebolt schaffte es, mit dem vermutlich kleinsten überlieferten Werk in die Schweizer Künstlerverzeichnisse aufgenommen zu werden.